# Antónia de Sousa
Antónia de Sousa (Vila Nova de Gaia, 22 de Julho de 1940 – Cascais, 15 de Maio de 2025) foi uma jornalista e feminista portuguesa. Considerada uma referência no jornalismo português, foi uma das primeiras mulheres a fazer parte da equipa de uma redacção.

## Biografia
Antónia de Sousa nasceu em Vila Nova de Gaia, em 1940. 
Começou a trabalhar como jornalista, no Jornal Feminino, na cidade do Porto. Seis anos mais tarde, passou para a redacção do Diário de Lisboa, ficando a trabalhar no sotão, junto do arquivo do jornal por ser mulher.  Passa também pelas revistas femininas Modas e Bordados e Flama, ajuda a fundar o Jornal A Luta, entrando em 1979 para o Diário de Notícias, como jornalista de grande reportagem. 
Ainda na década de 70, de 1975 a 1976, ocupa o cargo de presidente da Casa de Imprensa, sendo a primeira e única mulher desempenhar esse papel de liderança na instituição.  Chega a este cargo após, ela, Maria Antónia Fiadeiro e Maria Antónia Palla, terem sido aceite o convite para fazerem parte do sindicato de jornalistas, desde que uma delas ficasse com o cargo.  Maria de Lurdes Pintassilgo chamou-as de As Três Antónias. 
Forte defensora dos direitos das mulheres, desenvolveu vários programas de reportagem a eles dedicados, para a RTP, onde apresentava a situação e o papel mulher na sociedade portuguesa.  Entre eles,  Nome de Mulher, criado em conjunto com Maria Antónia Palla, transmitido pela televisão pública portuguesa, nos anos que se seguiram à Revolução do 25 de Abril, de 1974 a 1976; e cujo episódio dedicado ao aborto, levou a que Maria Antónia Palla fosse processada.  Assinou ainda, a série intitulada Mulher (constituída por 12 episódios) e o programa Direito de Familia. 
Ao longo da sua carreira, Antónia de Sousa entrevistou figuras como António Quadros, Edgar Morin e Marcelo Rebelo de Sousa. 

## Reconhecimento
É considerada uma referência do jornalismo português. 
As conversas que teve com o filósofo e ensaísta Agostinho da Silva, publicadas no Diário de Notícias e que estão na origem do livro O Império Acabou. E Agora?, tornaram-se no objecto de estudo de projectos de investigação na Faculdade de Letras da Universidade de Lisboa. 
Aquando da sua morte, Marcelo Rebelo de Sousa, Presidente da República Portuguesa, enviou as suas condolências à familia de Antónia de Sousa, e realçou o seu pioneirismo, não só enquanto jornalista, mas também como defensora do pluralismo de opiniões e liberdade de imprensa. 

## Obras
Escreveu: 
- 1971 - O Mercado do Trabalho e a Mulher, Editorial Arcádia [12]
- 2000 - Diálogos com Agostinho da Silva. O Império Acabou. E Agora?, Editorial Notícias, ISBN 9789724611235 [13]
- As Mulheres na Vida de Honoré de Balzac, Editora Portugália [14]